# Cartier Martin
Cartier Alexander Martin (ur. 20 listopada 1984 w Crockett) – amerykański koszykarz, skrzydłowy, aktualnie zawodnik SAN-EN NeoPhoenix.
31 października 2015 roku został wybrany w drafcie do D-League przez Iowa Energy z numerem 4.

## Osiągnięcia
Stan na 11 lutego 2018, na podstawie, o ile nie zaznaczono inaczej.
NCAA
- Najlepszy Rezerwowy Sezonu Konferencji Big 12 (2007)
- Zaliczony do:
  - I składu zawodników, którzy poczynili największy postęp w konferencji Big 12 (2006)
  - II składu All-Big 12 (2006, 2007)

D-League
- 2-krotnie wybierany do udziału w meczu gwiazd D-League (2009, 2010)
- Zaliczony do:
  - I składu D-League (2010)
  - III składu D-League (2009)